# Karol Beck
Karol Beck (Zvolen, 3 aprile 1982) è un allenatore di tennis ed ex tennista slovacco.
Ha disputato una finale ATP in singolare e due in doppio. Nel 2005 ha raggiunto la finale di Coppa Davis con la Slovacchia.
Attualmente è l'allenatore di Alex Molčan insieme a Marian Vajda.

## Carriera tennistica
Karol raggiunge il risultato migliore all'Open di Francia nel 2003, 2004 e 2005 arrivando anche al terzo turno all'Australian Open del 2005.
Nel 2004 arriva al terzo turno del Torneo di Wimbledon e al quarto turno dello US Open.
In doppio arriva al terzo turno dell'Australian Open, del Torneo di Wimbledon e al secondo turno dell'Open di Francia del 2004 e del 2005.
Arriva anche al secondo turno dello US Open del 2004 e del 2005.
Dal 2006 al 2008 non partecipa a nessuno dei 4 Grande Slam, anche perché squalificato da febbraio 2006 ad ottobre 2007 per doping.
Nel 2010 arriva ancora al primo turno dell'Open di Francia.